# アルミン・マイヴェス
アルミン・マイヴェス（Armin Meiwes、1961年12月1日 - ）はインターネットを介して出会った自発的な被害者を殺害して、食べたことで国際的に有名になったドイツの元コンピュータ修理技術者である。「ローテンブルクの食人鬼（Rotenburg Cannibal）」「肉屋の主人（The Master Butcher）」という異名でも知られている。殺害までの様子を収めたビデオテープを彼らが作ったことから、その詳細が知られている。なお、このビデオは公開されていない。

## 事件の経過
2001年3月、マイヴェスと被害者の男性は落ち合った。二人はマイヴェスの家まで移動。マイヴェスは男性の陰茎を切断し、男性と共にそれを食している。男性は自分の陰茎をマイヴェスによって噛み千切られる事を要望したが、それは行われなかった。代替の方法として、マイヴェスはナイフで男性の陰茎を切断しようとしたが切れ味が悪かったことから、より切れ味のいい物に持ち替え切断を達成する。その後、彼らはその陰茎を二人で分け食べようとしたが、火が通っていない状態では噛み切りづらく、結局、塩コショウとにんにくで味付けしソテーにしている。このビデオを見たジャーナリストの見解は一致していて、失血により男性が自分の陰茎を食べている頃には男性は既に衰弱している様に見えたという。マイヴェスは大量のアルコールと鎮痛剤を男性に与えた。それから、この殺害の為に彼の家に増設した部屋でその男性の同意の下、殺害した。急速冷凍冷蔵庫で男性の遺体の一部を保管し、マイヴェスは数ヶ月にわたりそれを食べた。
2002年12月、新たに食人させてくれる人を求める書き込みをインターネット上に掲示したことから、マイヴェスは逮捕された。捜査官の家宅捜索により、殺害の様子が収められたビデオテープと遺体の一部が見つかった。ビデオのあまりの内容に、それを見た人の多くが心理カウンセリングを求めるほどだった。
2004年、カッセル地方裁判所でおこなわれた裁判でマイヴェスは故殺罪により8年6ヶ月の禁錮刑を言い渡された。この事件では、被害男性は自発的にこの行為に参加している為、マイヴェスを断罪できるのか注目を集め、また議論された。2005年4月、判決を不服とした検察が上告した事から、ドイツ連邦裁判所は再審命令を下し、2006年5月9日、フランクフルト地方裁判所はマイヴェスに謀殺および死体損壊の罪により前審より重い終身刑を言い渡した。これに対し、マイヴェス側は控訴したものの、2008年10月7日終身刑が確定した。

## 同種猟奇事件
- ルーアンの食人鬼・・・フランス北部ルーアンの刑務所で2007年1月3日の夜、35歳の男性受刑者が、別の男性受刑者(31)を殺害し、あばらの周辺の胸部の肉と肺など遺体の一部を監房に備え付けられていたキッチン若しくは小さなストーブで調理して食べたとされる事件。同受刑者は、計画殺人と死体損壊の罪で起訴された。フランスでは、アルミン・マイヴェスの事件と比較して報じられた。

## 文化への影響
- ドイツのロックバンド・ラムシュタインのアルバム『ライゼ・ライゼ 〜南船北馬〜』に収録された楽曲・『マイン・タイル』はこの事件から着想されている。この曲に対して、マイヴェスが人権侵害していると告訴をした。
- アメリカのヘヴィメタルバンド・Macabreの楽曲『The Wüstenfeld Man Eater』はこの事件から着想されている（ただ、Macabreは自称「マーダー（殺人）メタル」バンドで他の殺人者から着想された歌も多々ある）。
- スウェーデンのデスメタルバンド・Bloodbathの楽曲『Eaten』はこの事件に着想されている。
- ドイツの映画監督Rosa von Praunheimによる映画『Dein Herz in meinem Hirn』はこの事件の殺害に至るまでの経緯を描いている。
- ドイツ映画『Rohtenburg』はこの事件とムーブメントから着想されている。しかしこの映画がドイツ国内で上映に際して、マイヴェスが人権侵害していると告訴をしたことから上映は中止されている。2009年5月26日、カールスルーエの裁判所が、上映許可の判決を出した。